# Limenitis agneya
Limenitis agneya är en fjärilsart som beskrevs av William Doherty 1891. Limenitis agneya ingår i släktet Limenitis och familjen praktfjärilar. Inga underarter finns listade i Catalogue of Life.